# Sylvain Vasseur
Sylvain Vasseur (* 28. Februar 1946 in Cappelle-la-Grande) ist ein ehemaliger französischer Radrennfahrer.

## Sportliche Laufbahn
Vasseur war im Straßenradsport aktiv. 1969 wurde er Berufsfahrer im Radsportteam BiC. Dort war er Domestik von Jan Janssen. Er blieb bis 1977 aktiv. Sein erster bedeutender Sieg gelang ihm im Etappenrennen Tour du Nord 1972 vor Raymond Riotte. 1973 gewann er mit der Luxemburg-Rundfahrt (mit einem Etappenerfolg) ein weiteres Etappenrennen. Vasseur siegte vor Willy Planckaert. 1976 wurde er Zweiter im Grand Prix de Cannes. Im Circuit des Frontières 1975 wurde er Dritter.
Die Tour de France bestritt er sechsmal, die Vuelta a España viermal.

## Grand-Tour-Platzierungen
| Grand Tour            | 1970 | 1971 | 1972 | 1973 | 1974 | 1975 | 1976 |
| --------------------- | ---- | ---- | ---- | ---- | ---- | ---- | ---- |
| Vuelta a EspañaVuelta | 52   | DNF  | –    | DNF  | 27   | –    | –    |
| Giro d’ItaliaGiro     | –    | –    | –    | –    | –    | –    | –    |
| Tour de FranceTour    | 95   | –    | 35   | 53   | 51   | 44   | 60   |

## Familiäres
Er ist der Bruder von Alain Vasseur und der Onkel von Cédric Vasseur, die beide ebenfalls Radprofis waren.